# Haptopoda
Los haptópodos (Haptopoda) son un orden extinto de arácnidos conocido exclusivamente por ocho ejemplares del Carbonífero Superior de Coseley, Staffordshire, Reino Unido. Es monotípica, es decir, tiene una sola especie, Plesiosiro madeleyi descrita por Reginald Pocock en su importante monografía de 1911 sobre los arácnidos del Carbonífero. La localidad original del que proceden estos fósiles ya no está disponible por lo tanto no está claro si se encontraron más ejemplares.
Los fósiles originales fueron redescritos en detalle por Petrunkevitch en 1949 y Dunlop en 1999. Un supuesto ejemplar de los estratos Lancashire es un error de identificación.

## Relaciones
Las relaciones de los haptópodos con otros arácnidos son oscuras. Plesiosiro significa "cercano a Siro", que es un género de Cyphophthalmi, el grupo viviente de opiliones más primitivo que, en algunos aspectos recuerdan el plan corporal de los haptópodos.
Estudios han confirmado que los haptópodos deberían tratarse como un grupo separado e independiente. El más reciente de ellos reconoce provisionalmente un grupo llamado Schizotarsata, que reúne Haptopoda, Amblypygi, Uropygi y Schizomida. Todos tienen en común la presencia de tarsos subdivididos, de donde deriva su nombre.